# Schielands Hoge Zeedijk
Schielands Hoge Zeedijk is een belangrijke dijk in Nederland en strekt zich uit vanaf de Schie bij Schiedam tot de Gouwe bij Gouda in Zuid-Holland. Schielands Hoge Zeedijk beschermt een gebied met 3 miljoen inwoners in Zuid-Holland tegen overstromingen.

## Geschiedenis

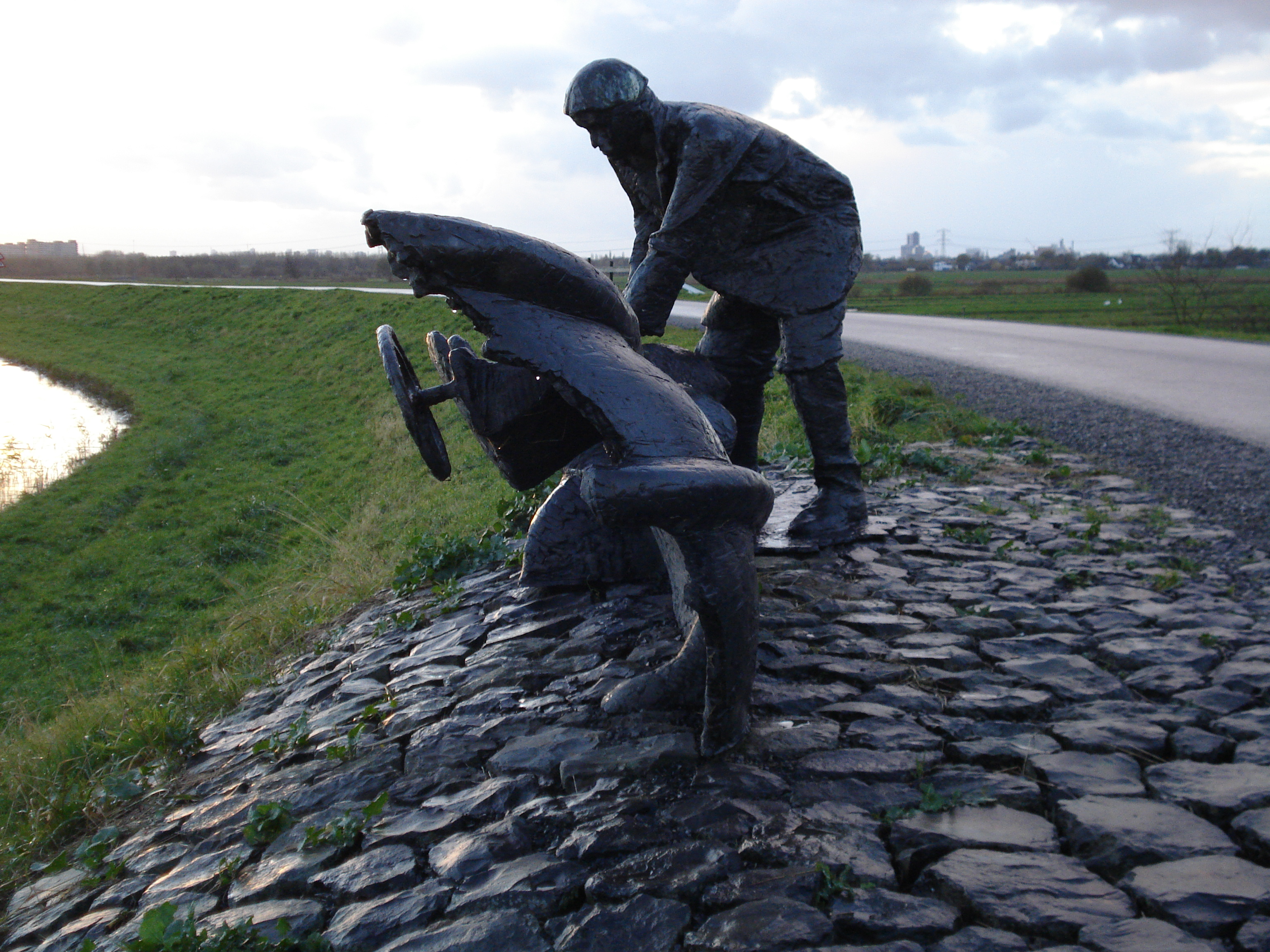
Monument Dubbeltje op zijn kant, ter herinnering aan de Watersnood van 1953

Schielands Hoge Zeedijk werd in de 13e eeuw aangelegd in opdracht van Aleid van Holland, gravin van Henegouwen, de dochter van graaf Floris IV van Holland.
In zijn bestaan is Schielands Hoge Zeedijk nooit echt doorgebroken. De dijk is echter in 1574 wel op 16 plaatsen doorgestoken voor Leidens ontzet. In Nieuwerkerk a/d IJssel werden in 1682 en 1717 bressen in Schielands Hoge Zeedijk gedicht door er een schip tegen te plaatsen. Op 1 februari 1953 heeft de dijk het tussen Capelle aan den IJssel en Nieuwerkerk aan den IJssel bijna begeven. Het gat in de dijk is toen gedicht door het schip Twee Gebroeders in het gat te varen. Hieraan herinnert een monument op de dijk. Ook op Ver-Hitland werd die nacht een gat in de dijk gedicht, zij het niet met een schip.

## Huidige structuur

### Schiedam
- Rotterdamsedijk

### Rotterdam
- Rotterdamsedijk (officieel: Schiedamseweg) · Mathenesserdijk · Havenstraat · Westzeedijk (tot Parksluizen oorspronkelijk tracé zuidkant Heiman Dullaertplein · Pieter de Hoochstraat) · Vasteland · Schiedamsedijk · Korte Hoogstraat · Hoogstraat · Oostzeedijk · Honingerdijk · Nesserdijk · Schaardijk

### Capelle aan den IJssel
- IJsseldijk/Nijverheidsstraat · Ketensedijk · Dorpsstraat · Groenedijk

### Zuidplas
- Groenendijk · Kortenoord · Schielandse Hoge Zeedijk-West · Westeinde · Dorpsstraat · Oosteinde · Schielandse Hoge Zeedijk-Oost

### Gouda
- Sluisdijk · Schielands Hoge Zeedijk